# Breydon Water
Breydon Water ist eine 514 Hektar große Wasserfläche in der englischen Grafschaft Norfolk, zu der sich der Fluss Yare nach Zulauf des Flusses Waveney weitet, bevor er durch die Stadt Great Yarmouth in die Nordsee mündet. Es handelt sich um ein biologisches Gebiet von besonderem wissenschaftlichem Interesse, ein lokales Naturschutzgebiet, ein Ramsar-Gebiet und einen Teil des Naturschutzgebiets Berney Marshes and Breydon Water, das von der Royal Society for the Protection of Birds (RSPB) verwaltet wird.

## Lage und Beschreibung
Es handelt sich um eine große geschützte Flussmündung am Ausgang des Fluss- und Seensystems der Norfolk Broads. Westlich liegen die Halvergate Marshes. Breydon Water ist das größte geschützte Feuchtgebiet Großbritanniens. Es ist 5 Kilometer lang und an manchen Stellen mehr als 1,5 Kilometer breit.

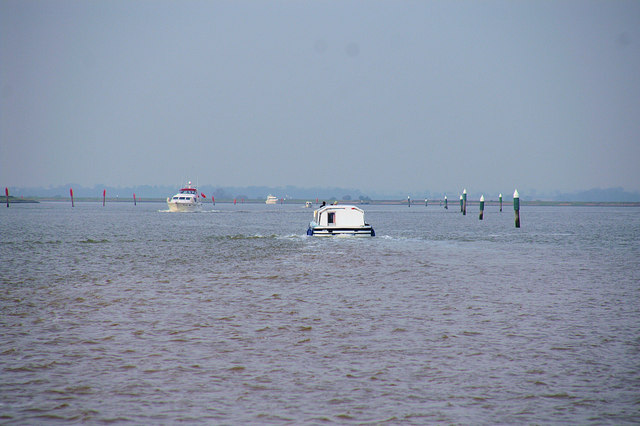
Sportboote im markierten Fahrwasser

Breydon Water wird am südlichen Ende von den Überresten des römisch-sächsischen Festung Burgh Castle überragt. Vor Jahrhunderten war Breydon Water eine einzige große, dem Meer zugewandte Flussmündung. Am westlichen Ende beginnt das Gewässer am Zusammenfluss von Yare und Waveney; kleinere Quellen, darunter The Fleet, fließen aus dem umliegenden Sumpfgebiet zu. Die sichere Durchfahrt für Boote wird durch rote und grüne Markierungspfähle angezeigt; in diesem Fahrwasser ist eine Wassertiefe von 3 bis 3,5 Metern gegeben. Im Gegensatz zu den meisten schiffbaren Wasserstraßen in den Norfolk Broads gibt es auf Breydon Water keine Geschwindigkeitsbegrenzung. Diese Tatsache erleichtert es den Führern von Sportbooten, das Breydon Water mit seinem starken Gezeitenhub zügig zu durchqueren. Anlegemöglichkeiten gibt es für die Sportschifffahrt nicht.

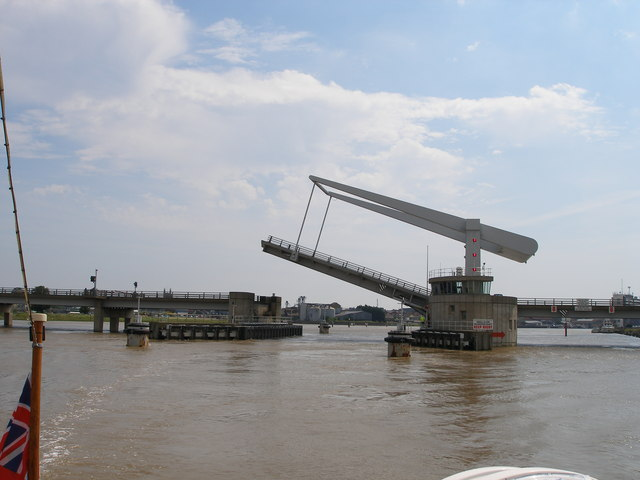
Geöffnete Breydon Bridge vor Great Yarmouth

Das Gewässer bildet das Ästuar für den Waveney und den Yare flussaufwärts. Am östlichen Ende von Breydon Water geht der Fluss wieder in einen schmalen Kanal über und fließt unter der Breydon Brücke hindurch. Bei der Haven Bridge mündet der Fluss Bure in den Yare, der nach 4,4 Kilometer durch den Hafen von Great Yarmouth führend bei Gorleston-on-Sea in die Nordsee mündet.

## Naturschutz
Bei Ebbe gibt es hier ausgedehnte Wattflächen und Salzwiesen, die von Vögeln bevölkert werden. Seit Mitte der 1980er Jahre ist Breydon Water ein von der RSPB betreutes Naturschutzgebiet. Zuvor war es jahrhundertelang ein beliebtes Jagdgebiet.
Es überwintern hier zahlreiche Wat- und Wildvögel, darunter Goldregenpfeifer, Pfeifenten, Kiebitze und Zehntausende von Zwergschwänen. Zu den anderen Arten, die beobachtet wurden, gehören Alpenstrandläufer, Sanderling, Regenbrachvogel, mehrere (entkommene) Flamingos, Säbelschnäbler und selten einmal ein Waldrapp.
Am östlichen Ende von Breydon Water, am Nordufer, befindet sich ein Vogelbeobachtungsstand, von dem aus man auf eine Brutplattform blickt, die hauptsächlich von Flussseeschwalben genutzt wird. Weitere Brutvogelarten sind Brandgänse, Löffelenten, Austernfischer und Bachstelzen.

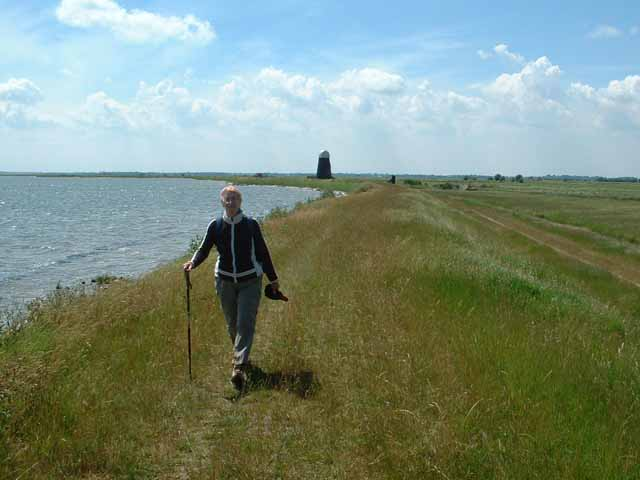
Wanderweg am Ufer

Kurze Abschnitte der Fernwanderwege Wherryman’s Way und Weavers’ Way folgen dem Nordufer des Gewässers von Great Yarmouth nach Berney Arms.

## Literarische Beachtung
Breydon Water ist der Schauplatz der Ereignisse in Arthur Ransomes Kinderbuch „Coot Club“ aus dem Jahr 1934.

“On Breydon Water, when the tide is out,

The channel bounds no sailorman can doubt.

Starboard and port, the miry banks reveal

Where safety lies beneath his cautious keel.

But when the flood has wiped the water clean,

 - Hiding the muddy haunts where seagulls preen

Their wings, and shake their heads - black pillars mark

The channel's edge for each adventuring bark.

Beware; the channel shifts, and now and then

A post deceives the hapless wherrymen.”

„
Auf Breydon Water, wenn das Wasser niedrig steht,

kein Seemann zweifelt, wo der Kanal längs geht.

An Steuerbord und Backbord des Schlamms hat es viel

und Vorsicht sichert den Raum unterm Kiel.

Wenn die Flut frisches Wasser aufgespült hat,

verbergen sich Stellen, wo das Wasser ist platt.

Möwen ziehen und Baken markieren den Kanal

der sicher ist und manchmal recht schmal.

Doch Achtung, die Fahrrinne biegt sich ab und an,

manch Pfahl täuscht den glücklosen Seemann.“